# Carlsbergruten
Carlsbergruten er en cykelrute i København, der går fra Hønsebroen forbi Carlsberg Byen og ad Sønder Boulevard til Københavns Hovedbanegård. Den indgår i nettet af Grønne Cykelruter. Den er planlagt forlænget fra Hønsebroen ad Lyshøjgårdsvej gennem Valby til Carl Langes Vej/Stadfeldtsvej, hvor den vil støde på Valbyruten.